# Cratere Sternfeld
Sternfeld è un grande cratere lunare di 109,8 km situato nella parte sud-orientale della faccia nascosta della Luna.